# Les Smith
Keith Leslie Smith (Yorkshire, UK, 5. svibnja 1967.) bio je britanski klavijaturist, koji svirao je sa sastavima Anathema i Cradle of Filth.

## Životopis
Rođen je 5. svibnja 1967. u Dewsburyju, West Yorkshire, Engleska. Smith je svirao klavijature za britanski sastav Anathema na njihovom albumu Eternity, objavljenom 1996. Tijekom svog vremena u Cradle of Filth, njegova scenska persona sastojala se od nošenja prilagođene odjeće vikara, crnih kožnih hlača i gotičke šminke. Svirao je klavijature u dva albuma Cradle of Filtha: Cruelty and the Beast i From the Cradle to Enslave.
Smith je bio glazbenik sastava Tourettes. Nakon Cradle of Filtha, optužio je pjevača Danija Filtha da ga smatra svojim solo projektom, šaljivo prozivajući sastav "Dani and the Filths". Međutim, ovih dana su u dobrim odnosima.
Smith je bio član Anatheme, ali je na njihovoj službenoj stranici objavljeno da je dao otkaz 13. rujna 2011. zbog "kreativnih i glazbenih razlika".

## Diskografija
Anathema
- Eternity (1996.)
- A Fine Day to Exit (2001.)
- A Natural Disaster (2003.)
- Hindsight (2008.)
- We're Here Because We're Here (2010.)

Cradle of Filth
- Cruelty and the Beast (1998.)
- From the Cradle to Enslave (1999.)